# 18910 Nolanreis
18910 Nolanreis (2000 OR22) là một tiểu hành tinh vành đai chính được phát hiện ngày 31 tháng 7 năm 2000 bởi nhóm nghiên cứu tiểu hành tinh gần Trái Đất phòng thí nghiệm Lincoln ở Socorro.